# Plástico
Plástico, ook wel La Chica Plastica genoemd, is een single uit 1978 van de Puerto Ricaans/Amerikaanse trombonist Willie Colón en de Panamese zanger Rubén Blades. Het is afkomstig van Siembra, de tweede van vijf samenwerkingsalbums tussen deze politiek bewuste salsamuzikanten, en werd uitgegeven door het Fania-label.

## Achtergrond
Plástico is geschreven door Blades als aanklacht tegen de consumptiemaatschappij waarin de jonge generatie leeft. Het begint als disconummer en schakelt na 37 seconden over op een salsabeat. De break die het eerste couplet inluidt werd in 2004 gesampled door Gabriel Rios op zijn doorbraak-hit Broad Daylight. 
Plastico werd een vast onderdeel van Blades' solorepertoire; vanaf 2016 voegde hij de openingsklanken van het Earth Wind & Fire-nummer In The Stone toe, dit als postuum eerbetoon aan zanger/oprichter Maurice White.